# Andrzej Greinert
Andrzej Greinert – polski inżynier, dr hab. nauk rolniczych, profesor nadzwyczajny Instytutu Inżynierii Środowiska Wydziału Budownictwa, Architektury i Inżynierii Środowiska Uniwersytetu Zielonogórskiego, a do 2013 także Instytutu Zarządzania i Inżynierii Rolnej Państwowej Wyższej Szkoły Zawodowej w Sulechowie.

## Życiorys
18 kwietnia 1997 obronił pracę doktorską Wnoszenie glin i iłów do gleb piaszczystych skażonych metalami ciężkimi (Pb, Cd, Zn) jako metoda poprawy ich żyzności oraz detoksykacji, 29 marca 2004 habilitował się na podstawie pracy zatytułowanej Studia nad glebami obszaru zurbanizowanego Zielonej Góry. Otrzymał nominację profesorską. Objął funkcję profesora nadzwyczajnego Instytutu Inżynierii Środowiska Wydziału Budownictwa, Architektury i Inżynierii Środowiska Uniwersytetu Zielonogórskiego i pełnił tę funkcję także w Instytucie Zarządzania i Inżynierii Rolnej Państwowej Wyższej Szkoły Zawodowej w Sulechowie.
Piastował stanowisko dziekana na Wydziale Budownictwa, Architektury i Inżynierii Środowiska Uniwersytetu Zielonogórskiego.